# Gioacchino Sarao
Gioacchino Sarao (* 1688 (nach anderen Angaben: um 1695 oder um 1699) in Neapel; † 20. November 1755 in Wien) war ein italienischer Theorbist und Komponist.

## Leben
In den Jahren 1708 und 1714 ist Sarao als Arciliutist bzw. Lautenist in der Hofkapelle des Königspalastes von Neapel nachgewiesen. Nachdem Francesco Bartolomeo Conti ab 1726 seine Position als Hoftheorbist an der Wiener Hofmusikkapelle gesundheitsbedingt nicht mehr ausüben konnte, wurde Sarao im Januar 1727 zu dessen Nachfolger bestellt, allerdings erst, nachdem er sich bereits acht Monate in Wien befunden hatte. Sarao trat seine Stelle zur gleichen Zeit wie Francesco Alborea an. Möglicherweise übte er die Stelle zunächst als Substitut aus, da Conti weiterhin im Kaiserlich-königlichen Hof- und Ehrenkalender als Theorbist geführt wurde und nach seiner Rekonvaleszenz 1730 auch nochmals kurzfristig nach Wien zurückkehrte. In den Gehaltslisten des Wiener Hofs taucht Sarao 1729 mit einem Gehalt von 1200 fl. auf. In der Darstellung von Ludwig von Köchel ist er allerdings erst ab 1741 in den Gehaltslisten zu finden, mit einem Gehalt von zuletzt 1000 fl. jährlich.
Er war verheiratet mit seiner Frau Camilla, die 1748 im Alter von 46 Jahren starb. Er ist möglicherweise verwandt mit Domenico Sarao, der ab 1699 als Erzlautenist in Barcelona nachgewiesen ist. Als sein Nachfolger als Lautenist an der neapolitanischen Hofkapelle ist 1734 und 1737 ein Matteo Sarao zu finden, auch er möglicherweise ein Verwandter. Angeblich waren beide seine Brüder.

## Werke
- In hac die, Motette in C-Dur RISM ID: 600077610